# Poltys unguifer
Poltys unguifer är en spindelart som beskrevs av Simon 1909. Poltys unguifer ingår i släktet Poltys och familjen hjulspindlar.
Artens utbredningsområde är Vietnam. Inga underarter finns listade i Catalogue of Life.